# Шушенское (аэропорт)
Аэропорт Шушенское (Казанцево) — региональный аэропорт, расположенный на юге Красноярского края возле села Казанцево Шушенского района, в 11 километрах от районного центра Шушенское. 

## Принимаемые типы ВС
Взлётно-посадочная полоса длинной 1800 метров позволяет принимать воздушные суда следующих типов: Ан-12, Ан-24, Ан-26, Ан-28, Ан-32, Ан-74, Як-40, L-410 и более лёгкие, вертолёты всех типов.

## История
Основным предназначением аэропорта в советское время являлось обслуживание туристов, прибывающих в музей-заповедник Сибирская ссылка В. И. Ленина. Благодаря этому в аэропорту был построен большой аэровокзал, хорошо сохранившийся до наших дней.
6 июля 1978 года Як-40 приземлился в 12:45 местного времени, совершив первый технический рейс по новой авиатрассе. Основным предназначением аэропорта в советское время являлось обслуживание туристов, прибывающих в музей-заповедник «Сибирская ссылка В. И. Ленина». Его внутреннее убранство, как и его особенная атмосфера, сохранились практически без изменений с тех уже давних времён, когда в посёлок совершались многочисленные рейсы. Изначально аэропорт был в системе Аэрофлота, затем — частью Норильского авиапредприятия. После его банкротства очередным собственником комплекса стала авиакомпания «Таймыр» (NordStar), а позже — «Заполярье» и ФГУП «Авиапредприятие «Черемшанка». По состоянию на май 2022 г. оператором аэропорта является ООО «Аэропортовый комплекс «Шушенское».
В апреле 1979 года огромный для этих мест Ил-18 приземлился в аэропорту. Пассажиры — писатели, поэты, среди которых были В. Катаев, Б. Полевой, В. Озеров, Ю. Рытхэу, прилетели на Всесоюзную творческую конференцию писателей, которая в то время проходила в Шушенском.
С 20 мая 2016 года пассажирское сообщение «Красноярск — Шушенское — Красноярск» возобновилось. До краевой столицы стало возможным долететь на небольшом комфортабельном самолёте Л-410 всего за 1 час 20 минут, частота рейсов - дважды в неделю.
В ближайшие несколько лет предполагается удлинить и расширить взлётно-посадочную полосу для принятия самолётов международного класса, что, безусловно, станет положительным стимулом для развития туристического бизнеса на юге Красноярского края.
С 2020 г. в аэропорту "Шушенское" базируется авиационный учебный центр (АУЦ). АУЦ проводит обучение лётного и инженерно- технического состава авиапредприятий, выполняющих авиационные работы, в основном на воздушных судах типа Ан-2 и Ан-3.
15-16 сентября 2021 г. в аэропорту «Шушенское» состоялись конференция на тему «Перспективы развития отрасли авиационных работ в регионах Сибири и Дальнего Востока» и II Всероссийский конкурс профессионального мастерства пилотов на авиационно-химических работах «Золотые крылья-2021», в которых принял участие Руководитель Росавиации Александр Нерадько. В течение 2-х дней представители Минтранса России, Росавиации, ФГБУ «Россельхозцентр», авиакомпаний, учебных заведений гражданской авиации и общественных объединений, а также пилоты, инженеры и техники, обсудили широкий круг вопросов: лётная эксплуатация воздушных судов на авиаработах, аспекты технического обслуживания и ремонта авиационной техники, развитие наземной инфраструктуры, гармонизация законодательства и подготовка кадров.
28 апреля 2022 года в аэропорту «Шушенское» состоялась конференция «Новый этап развития отрасли авиационных работ». Мероприятие проведено при поддержке Федерального агентства воздушного транспорта. Представители центрального аппарата Росавиации и эксплуатантов обсудили проблемы отрасли и  планы ее развития в текущих условиях. Организаторы конференции пригласили участников конференции на следующее мероприятие в апреле 2023 года, которое в год столетия отечественной гражданской авиации запланировано на Северном полюсе. 

## Показатели деятельности
| год        | 2014 | 2015 | 2016 | 2017 | 2019 | 2020 | 2021 |
| пассажиров | 1078 | 1129 | 2702 | 1942 | 1313 | 267  | 124  |
| Источники: |      |      |      |      |      |      |      |